# Geräuschmessanhänger
Geräuschmessanhänger (auch CPX-Messanhänger oder Nahfeldmessanhänger nach der close-proximity method) werden zur Bestimmung des Reifen-Fahrbahn-Geräusches eingesetzt.

## Einsatzgebiete
Ab einer Geschwindigkeit von ca. 30 km/h ist das Reifen-Fahrbahn-Geräusch die maßgebliche Schallquelle von Straßenverkehrslärm. Das Reifen-Fahrbahn-Geräusch hängt insbesondere von den Eigenschaften des Fahrbahnbelages ab. Geräuschmessanhänger werden eingesetzt um die akustischen Eigenschaften von Fahrbahnbelägen zu untersuchen. Die Messungen werden zum Beispiel im Zuge des Neubaus von Deckschichten vor und nach der Baumaßnahme durchgeführt um die akustische Veränderung bzw. Verbesserung nachzuweisen. Neben der Qualitätssicherung beim Neubau von Straßen dient das Messverfahren auch zur Bewertung von länger bestehenden Straßenoberflächen. Beim Einsatz von geräuschmindernden Fahrbahnbelägen werden häufig sogenannte Monitoringmessungen in einem Abstand von ein bis zwei Jahren durchgeführt, um die Veränderung der akustischen Eigenschaften des Fahrbahnbelages bewerten zu können.

## Aufbau und Verwendung des Messsystems

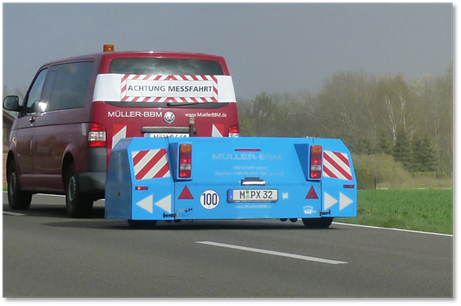
Dem Stand der Technik entsprechender Nahfeld-Geräuschmessanhänger mit Zugfahrzeug und Warnmarkierung (Müller-BBM)

Dem Stand der Technik entsprechende Geräuschmessanhänger sind nach DIN EN ISO 11819-2: Akustik – Messung des Einflusses von Straßenoberflächen auf Verkehrsgeräusche – Teil 2: Nahfeldmessmethode aufgebaut. Im Nahfeld am Reifen werden Mikrofone in einem in der Norm genannten Abstand angeordnet, die mit Windbällen versehen werden. Neben dem Schalldruck wird auch die Geschwindigkeit des Messfahrzeuges und die Lufttemperatur während der Messung aufgezeichnet. Über empirische Formeln können so Messungen bei unterschiedlichen Geschwindigkeiten und Lufttemperaturen auf Normbedingungen (20° Lufttemperatur, 50 km/h oder 80 km/h Fahrgeschwindigkeit) referenziert werden. In Einzelfällen werden die Messungen auch bei niedrigeren oder höheren Fahrgeschwindigkeiten durchgeführt, sofern die örtliche Situation dies erfordert. Um Strömungsgeräusche am Messaufbau und Fremdgeräusche des umgebenden Straßenraumes (z. B. von anderen Fahrzeugen) weitgehend zu vermeiden, wird über Reifen und Mikrofone eine Haube angebracht. Diese ist innen schallabsorbierend ausgerüstet, um im akustisch relevanten Frequenzbereich Freifeldbedingungen zu erzielen. Bei zwei Messrädern kann die Schallabstrahlung an den beiden Reifen kohärent sein, wodurch Interferenzerscheinungen im Schallfeld entstehen können, die das Messergebnis verfälschen. Schalldämmende Wände zwischen den Messrädern schaffen hier Abhilfe.

## Verwendete Messreifen
Es werden spezielle Normmessreifen eingesetzt, sodass auch langfristig eine hohe Wiederholgenauigkeit erreicht werden kann.

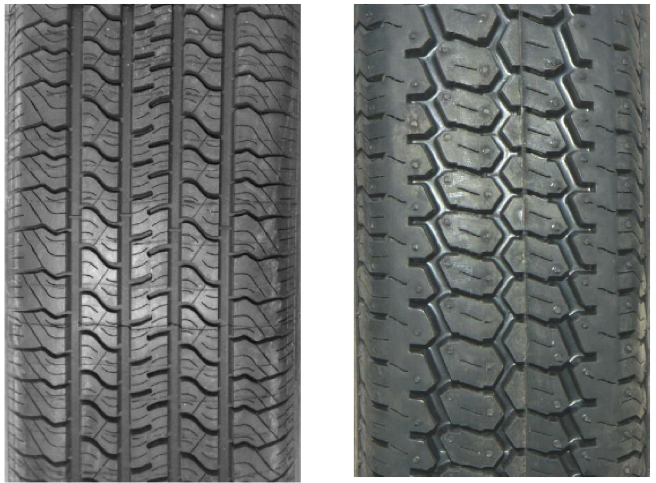
Darstellung der Profile der zu verwendenden Messreifen für CPX-Nahfeldmessungen. Links: P-Reifen, rechts: H-Reifen.

Die Reifen werden als P-Reifen (P: passenger car) und H-Reifen (heavy car) bezeichnet. Bei dem Reifen P handelt es sich um einen Uniroyal Tigerpaw 225/60 R16 Standard Reference Test Tyre (SRTT). Dieser Reifen wird auch als Normmessreifen in der Automobilindustrie eingesetzt und unter besonders kontrollierten Bedingungen gefertigt. Die akustischen Eigenschaften des Reifens sollen denen eines typischen PKW-Reifens entsprechen, d. h. die Reifen-Fahrbahn-Geräusche werden stark durch die Rauigkeit des Fahrbahnbelages beeinflusst.
Beim Reifen H handelt es sich um einen Avon Supervan AV4 195 R14C. Im Vergleich zum Reifen P weist der Reifen H ein deutlich gröberes und blockartiges Profil auf. Deshalb werden die Reifen-Fahrbahn-Geräusche dieses Reifens weniger durch die Rauigkeit des Fahrbahnbelages, sondern mehr durch dessen schallabsorbierende Eigenschaften beeinflusst. Da sich die akustischen Eigenschaften der Reifen im Laufe der Zeit verändern, müssen vorhandene Reifensätze regelmäßig gegen neue Reifensätze ausgetauscht werden. Insbesondere die Verringerung der Elastizität des Reifengummis führt im Laufe der Zeit zu einer Veränderung der akustischen Reifeneigenschaften. Entgegen der in der Norm genannten Vorgaben zeigen neuere Untersuchungen, dass die Messreifen jährlich ausgetauscht werden müssen.

## Messergebnisse

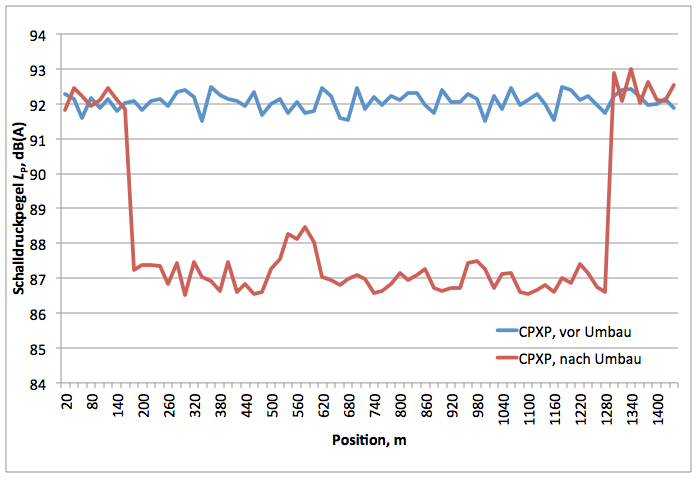
Typischer Schalldruckpegelverlauf vor und nach dem Einbau eines geräuschmindernden Fahrbahnbelages (hier DSH-V 5), Messergebnisse des P-Reifens, nominale Messgeschwindigkeit 50 km/h. Der neue Fahrbahnbelag ist im Bereich ab ca. 220 m bis ca. 1300 m eingebaut.

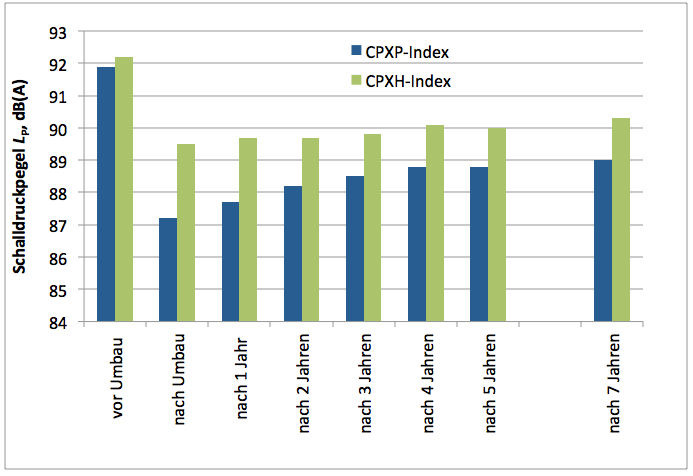
Entwicklung der CPX-Indizes über der Liegedauer nach dem Einbau eines geräuschmindernden Fahrbahnbelages (hier DSH-V 5) innerorts (nominale Messgeschwindigkeit: 50 km/h)

CPX-Messungen werden üblicherweise über Streckenabschnitte ab ca. 100 Meter bis hin zu mehreren Kilometern Länge durchgeführt. Generell können auch netzweite Erhebungen stattfinden. Die gemessenen Schalldruckpegel werden für Segmente von 20 Meter Länge energetisch gemittelt. Die ausgewerteten 20-m-Segmente werden als Pegel-Orts-Verlauf dargestellt, oder mittels GPS auf einer Straße georeferenziert.
Zusätzlich werden durch arithmetische Mittelung der 20-m-Segmente sogenannte CPX-Indizes ausgewertet. Der CPXP-Index ist der Mittelwert der ausgewerteten 20-m-Segmente der Messungen mit dem Reifen P, der CPXH-Index der der Messungen mit dem H-Reifen.

## Qualität und Vergleichbarkeit der Messergebnisse
Im Gegensatz zu anderen Prüfungen im Straßenwesen ist die Messung nach der CPX-Methode nicht durch eine Zulassung des prüfenden Instituts geregelt, wie zum Beispiel die „Richtlinien für die Anerkennung von Prüfstellen für Baustoffe und Baustoffgemisch im Straßenbau“ (RAP Stra), da sich für die Qualitätssicherung von Prüfungen im Umweltbereich das Verfahren der Akkreditierung als Prüflabor gemäß EN ISO/IEC 17025 etabliert hat und von praktisch allen Bundesländern angewendet wird. Um vergleichbare Messergebnisse sicherzustellen, sollte deshalb die Norm für das CPX-Messverfahren im Akkreditierungsumfang des jeweiligen Prüfinstituts sein.